# تل گورستان B
تل قبرستان /B مربوط به دوران‌های تاریخی پس از اسلام است و در شهرستان شیراز، بخش کوار، روستای باغان واقع شده و این اثر در تاریخ ۱۲ بهمن ۱۳۸۱ با شمارهٔ ثبت ۷۱۶۱ به‌عنوان یکی از آثار ملی ایران به ثبت رسیده است.